# Gut Bilstein
Koordinaten: 51° 20′ 26″ N, 9° 0′ 50″ O
Gut Bilstein ist ein ehemaliger Meierhof in der Gemarkung von Braunsen, einem Stadtteil von Bad Arolsen im nordhessischen Landkreis Waldeck-Frankenberg.

## Lage
Das Gehöft befindet sich auf 232 m Höhe über NHN etwa 2 km südwestlich von Braunsen am rechten, südlichen Ufer der Twiste und am Nordwestfuß des bewaldeten Bilsteiner Kopfs (350,1 m). Die Kreisstraße K8 von Braunsen nach Twiste und Elleringhausen verläuft entlang des Nordufers der Twiste und ist vom Gut Bilstein über eine unmittelbar benachbarte Brücke erreichbar.

## Geschichte
Das Gelände, damals Teil des Forsts Bilstein, war um 1500 landgräflich hessisches Lehen der Familie von Winter. In den Jahren 1500 und 1504 veräußerten sie den Forst, mit Einwilligung des Landgrafen Wilhelm II., wiederkäuflich an das Kloster Volkhardinghausen, das weiter oberhalb an der Twiste in der heutigen Wüstung Osterhausen einen Gutshof besaß. Nachdem die Reformation in der Grafschaft Waldeck eingeführt und das Kloster aufgehoben worden war, wurde aus diesem Hof eine gräfliche Meierei. Diese wurde in den Jahren 1608–1610 etwa 500 m talabwärts in ein gerodetes Waldstück am Bilsteiner Kopf verlegt und in der Folge als Gut Bilstein bezeichnet.
1752 übergaben die waldeckischen Landstände das Gut als Taufgeschenk dem Prinzen Ludwig (1752–1793), dem jüngsten Sohn des Fürsten Karl August Friedrich von Waldeck und Pyrmont. Das Gut wechselte später mehrfach seine Besitzer. Eine Mühle mit einem um 1900 eingebauten unterschlächtigen Wasserrad wurde angelegt, und die heutige Hofanlage wurde um 1840 erbaut.
Heute ist das Ackerland mehrheitlich verpachtet, und die Hofstelle ist renoviert und wieder bewohnt.